# Lijst van oorlogsmonumenten in Soest
De Nederlandse gemeente Soest heeft 11 oorlogsmonumenten. Hieronder een overzicht.
| Nr.  | Object                                                            | Herdachte groep | Ontwerper                          | Onthulling        | Type             | Locatie                         | Plaats            | Coördinaten                   | Foto                                                              |
| ---- | ----------------------------------------------------------------- | --- | ---------------------------------- | ----------------- | ---------------- | ------------------------------- | ----------------- | ----------------------------- | ----------------------------------------------------------------- |
| 449  | Monument voor Gevallen Vliegers                                   | militairen in dienst van het Ned. Kon. na 1945, militairen in dienst van het Ned. Kon. 1940-1945                                                 | Dick Stins (beeld, 1948)           | 30 juni 1923      | zuil             | Verlengde Paltzerweg 3, 3769 ZK | Soesterberg       | 52° 7' 45" NB, 5° 16' 51" OL  | Meer afbeeldingen                                                 |
| 1580 | Verzetsmonument 'Treurende vrouw'                                 | vervolgden Nederland, verzet Nederland, burgerslachtoffers, militairen in dienst van het Ned. Kon. 1940-1945, burgers voormalig Nederlands-Indië | Albert Dresmé                      | 31 augustus 1954  | gedenkmuur       | Ingenieur Menkolaan 1, 3761 XB  | Soest             | 52° 11' 18" NB, 5° 17' 26" OL | Meer afbeeldingen                                                 |
| 1582 | Monument 1940-1945                                                | algemeen, militairen in dienst van het Ned. Kon. na 1945, burgers voormalig Nederlands-Indië                                                     | Gert Dûermeyer (24-10-1930)        | 4 mei 1984        | kruis            | Kampweg 2, 3796 DG              | Soesterberg       | 52° 7' 14" NB, 5° 17' 8" OL   | Monument 1940-1945                                                |
| 1872 | Monument Regiment Technische Troepen                              | militairen in dienst van het Ned. Kon. na 1945                                                                                                   |                                    | 23 februari 1951  | overig           | Amersfoortsestraat 80, 3769AL   | Soesterberg       | 52° 7' 43" NB, 5° 18' 54" OL  | Monument Regiment Technische Troepen                              |
| 2081 | Monument voor Gefusilleerde Verzetsmensen                         | verzet Nederland |                                    | 1946              | kruis            | Verlengde Paltzerweg 3, 3769 ZK | Soesterberg       | 52° 7' 49" NB, 5° 17' 17" OL  |                                                                   |
| 2594 | Monument voor de Gevallenen van het Korps Militaire Administratie | militairen in dienst van het Ned. Kon. na 1945, militairen in dienst van het Ned. Kon. 1940-1945                                                 | De Koninklijke Steenklip uit Sneek | 21 september 2001 | beeld/sculptuur  | Zeisterspoor 1, 3769 AP         | Soesterberg       | 52° 7' 34" NB, 5° 19' 3" OL   | Monument voor de Gevallenen van het Korps Militaire Administratie |
| 3079 | Gedenkteken Luchtvarenden                                         | militairen in dienst van het Ned. Kon. na 1945, algemeen, militairen in dienst van het Ned. Kon. 1940-1945                                       |                                    | 14 september 2007 | zuil             | Verlengde Paltzerweg 3, 3769 ZK | Soesterberg       | 52° 7' 49" NB, 5° 17' 17" OL  | Meer afbeeldingen                                                 |
| 3321 | Indië-monument                                                    | burgers voormalig Nederlands-Indië |                                    | 1982              | gedenksteen      | Ir. Menkolaan 1, 3761 XB        | Soest             | 52° 11' 18" NB, 5° 17' 24" OL | Indië-monument                                                    |
| 3438 | Oorlogsmonument                                                   | militairen in dienst van het Ned. Kon. 1940-1945                                                                                                 |                                    | 8 oktober 2009    | zuil             | Verlengde Paltzerweg 3, 3769 ZK | Soesterberg       | 52° 7' 49" NB, 5° 16' 22" OL  |                                                                   |
| 3620 | Indië-monument (2)                                                | militairen in dienst van het Ned. Kon. na 1945                                                                                                   |                                    | 9 april 2011      | zuil             | Ingenieur Menkolaan 1, 3761 XB  | Soest             | 52° 11' 19" NB, 5° 17' 24" OL | Meer afbeeldingen                                                 |
|      | Stolpersteine                                                     | vervolgden Nederland | Gunter Demnig                      |                   | plaquette        | Zie Stolpersteine in Soest      | Soest (Nederland) |                               | Stolpersteine                                                     |
|      | Soesterberg Airforce Memorial                                     | aanwezigheid Amerikaanse luchtmacht op Soesterberg tijdens de Koude Oorlog                                                                       | Chris Roodenburg                   | 2022              | sculptuur/paneel | Montgomeryweg                   | Soesterberg       |                               | Soesterberg Airforce Memorial                                     |

Amersfoort ·
Baarn ·
Bunnik ·
Bunschoten ·
De Bilt ·
De Ronde Venen ·
Eemnes ·
Houten ·
IJsselstein ·
Leusden ·
Lopik ·
Montfoort ·
Nieuwegein ·
Oudewater ·
Renswoude ·
Rhenen ·
Soest ·
Stichtse Vecht ·
Utrecht ·
Utrechtse Heuvelrug ·
Veenendaal ·
Vijfheerenlanden ·
Wijk bij Duurstede ·
Woerden ·
Woudenberg ·
Zeist